# Onda sinusoidale

Grafico del seno (in rosso) e del coseno (in blu)

In fisica, un'onda sinusoidale è un'onda descritta matematicamente dalla funzione seno.
Una sinusoide o curva sinusoidale è la curva rappresentata dal grafico del seno. Una sinusoide è analoga alla curva relativa alla funzione coseno, detta cosinusoide, sfasata di {\displaystyle \pi /2}.

## Definizione
Un'onda sinusoidale è un'onda  dove la variabile {\displaystyle x} è una funzione della forma:
{\displaystyle {\begin{aligned}y(x)&=A\,\sin \left(2\pi fx+\phi \right)\\&=A\,\sin \left({2\pi  \over \tau }x+\phi \right)\\&=A\,\sin \left(\omega x+\phi \right)\\&=A\cos \left(2\pi f\,x+\phi '\right)\\&=A\cos \left({2\pi  \over \tau }x+\phi '\right)\\&=A\cos \left(\omega x+\phi '\right)\end{aligned}}}
dove {\displaystyle A} è l'ampiezza, mentre:
{\displaystyle \omega \ =2\pi f={2\pi  \over \tau }}
è la pulsazione (o velocità angolare, indica quanti periodi ci sono in un intervallo di {\displaystyle 2\pi }). Inoltre:
{\displaystyle f={\omega  \over 2\pi }={1 \over \tau }}
è la frequenza, che indica quante volte in un'unità di tempo la funzione si ripete, e:
{\displaystyle \tau ={\frac {1}{f}}={\frac {2\pi }{\omega }}}
è il periodo, con {\displaystyle \phi } oppure {\displaystyle \phi '=\phi -{\tfrac {\pi }{2}}} la fase.
Il grafico di una tale classe di funzioni è compreso tra le rette {\displaystyle y=A} e {\displaystyle y=-A}. 
Poiché si tratta di una funzione periodica, detto {\displaystyle \tau } il periodo si ha:
{\displaystyle y(x\pm \tau )=y(x)}

## Caratteristiche

Onda che può essere rappresentata da un semplice moto armonico. Secondo il teorema di Fourier ogni onda può essere scritta come sommatoria (eventualmente infinita) di semplici onde armoniche

Usando la formula di Eulero, un'onda sinusoidale può essere rappresentata come la parte reale della funzione: 
{\displaystyle f(\xi )=f_{\max }\,\Re {\left[\mathrm {e} ^{i({\vec {k}}\cdot {\vec {r}}+\omega t+\phi )}\right]}}
dove {\displaystyle {\vec {k}}} è il vettore d'onda, che identifica la direzione di propagazione dell'onda al posto della velocità di propagazione. Il suo modulo è chiamato pulsazione spaziale, ed è legato alla lunghezza d'onda dalla relazione:
{\displaystyle k=|{\vec {k}}|={\frac {2\pi }{\lambda }}}
Lo scalare {\displaystyle f_{\max }} è l'ampiezza dell'onda, e rappresenta il massimo valore della grandezza rappresentativa dell'onda in un periodo. Il termine {\displaystyle \phi } rappresenta la fase iniziale dell'onda.
Le onde sinusoidali sono una soluzione particolare dell'equazione delle onde. L'onda è una funzione dello spazio e tempo, per cui un'onda monodimensionale associa ad ogni posizione spaziale {\displaystyle x} e ad ogni tempo {\displaystyle t} un'ampiezza di oscillazione {\displaystyle y} attorno alla posizione di equilibrio:
{\displaystyle y=f(x,t)\,}
Sono possibili perciò due punti di vista: 
- Scegliendo di valutare la dimensione temporale ({\displaystyle x} è fissato), si esprime l'oscillazione {\displaystyle y} in dipendenza dal tempo {\displaystyle t} come {\displaystyle y=f(t)\,}.
- Scegliendo di focalizzare l'attenzione sullo stato di un mezzo perturbato in un certo istante ({\displaystyle {\mathit {t}}} è fissato) si ha l'"istantanea" dell'onda, cioè la forma d'onda (il suo profilo al tempo fissato di osservazione). L'oscillazione {\displaystyle y} può essere espressa in funzione della posizione {\displaystyle x} come {\displaystyle {\mathit {y=f(x)}}}.

In entrambi i casi si può partire dalla dipendenza co-sinusoidale delle variabili nel moto armonico, ricavate considerando quest'ultimo come un'opportuna proiezione di un moto circolare uniforme: 
{\displaystyle y=y_{\max }\cos(\omega t+\phi )}
dove {\displaystyle y_{\max }} è l'ampiezza dell'oscillazione e {\displaystyle \phi } è la fase iniziale. Attribuendo a {\displaystyle \phi } un valore di 90 gradi si può passare da una forma in coseno a una in seno, quindi le espressioni sono equivalenti. L'espressione è in {\displaystyle y} per attuare la "visualizzazione" dell'oscillazione lungo l'asse verticale del sistema coordinato.
Fissando la variabile {\displaystyle x} si ha:
{\displaystyle y=y_{\max }\,\cos(\omega t+\phi )=y_{\max }\,\cos \left({\frac {2\pi }{\tau }}t\right)}
dove {\displaystyle \tau } è il periodo dell'onda. La fase iniziale è nulla, e se la perturbazione sul mezzo si propaga dall'inizio muovendosi con velocità di fase {\displaystyle {\mathit {v}}} allora essa raggiungerà un altro punto (a destra dell'origine) a una certa distanza {\displaystyle {\mathit {x}}} dopo un tempo:
{\displaystyle t1={\frac {x}{v}}}
Ciò significa che il punto alla coordinata {\displaystyle {\mathit {x}}} avrà, al tempo {\displaystyle t}, uno spostamento verticale uguale a quello che aveva il punto iniziale t1 secondi prima. La propagazione è quindi descritta dall'espressione:
{\displaystyle y=y_{\max }\,\cos \left[{\frac {2\pi }{\tau }}(t-t1)\right]=y_{\max }\,\cos \left[{\frac {2\pi }{\tau }}\left(t-{\frac {x}{v}}\right)\right]}
Raccogliendo {\displaystyle 2\pi } si può passare a una forma più comune che talvolta si trova sui testi:
{\displaystyle y=y_{\max }\,\cos \left[2\pi \left({\frac {t}{\tau }}-{\frac {x}{\lambda }}\right)\right]}
Se si chiama numero d'onda {\displaystyle k} la quantità {\displaystyle 2\pi /\lambda }, e se la pulsazione è {\displaystyle \omega }, il rapporto già noto dallo studio del moto circolare {\displaystyle 2\pi /\tau } consente di pervenire formalmente all'equazione delle onde armoniche:
{\displaystyle y=y_{\max }\,\cos(\omega t-kx)}
Se all'espressione in coseno iniziale si fosse aggiunta una fase di 90° si sarebbe ottenuta un'espressione in seno negativo poiché {\displaystyle \cos(\alpha +90)=\sin(-\alpha )}, e questo avrebbe portato a un'espressione sinusoidale con i segni interni invertiti, cioè {\displaystyle y=y_{\max }\,\sin(kx-\omega t)}, che talvolta viene presentata sui testi.
Considerando il secondo caso dell'elenco sopra, ad un tempo fissato:
{\displaystyle y=y_{\max }\,\cos(\omega t+\phi )=y_{\max }\,\cos \left({\frac {2\pi }{\tau }}t\right)=y_{\max }\,\cos \left({\frac {2\pi }{\lambda }}x\right)}

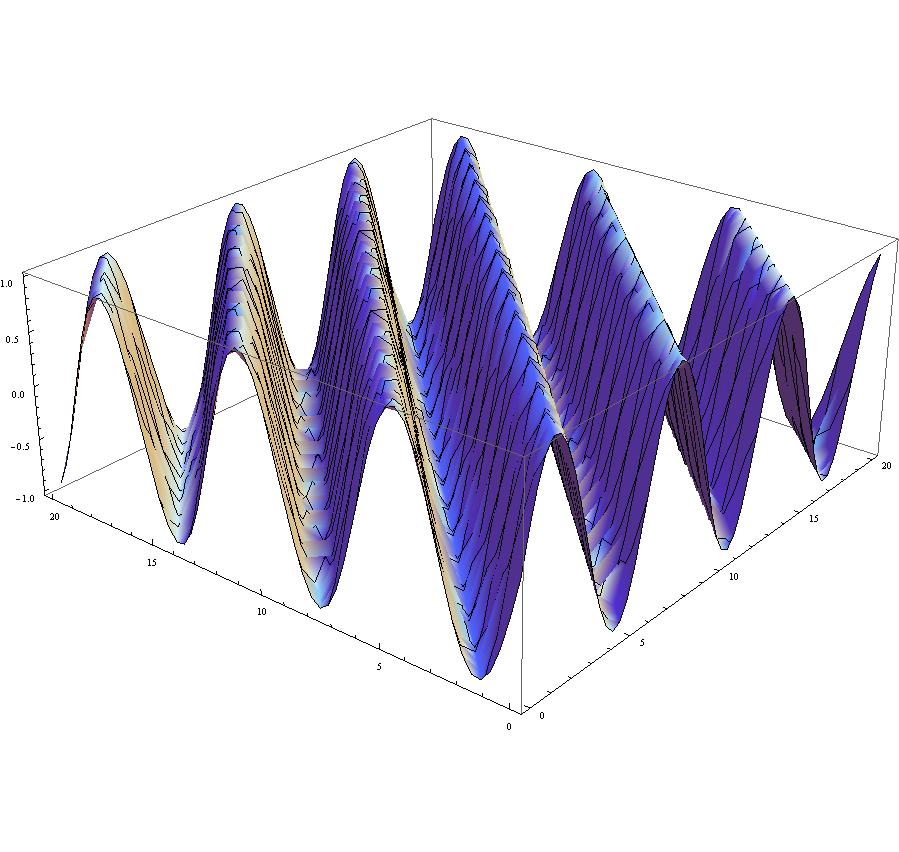
Profilo di un'onda sinusoidale progressiva che varia nel tempo,

Si è espresso il tempo come {\displaystyle t=x/v}, sostituendo e usando la relazione fondamentale delle onde {\displaystyle {\mathit {\lambda =v\tau }}} (la lunghezza d'onda è lo spazio percorso da un'onda con velocità di fase {\displaystyle v} in un periodo {\displaystyle \tau }): in ogni caso, quel che conta è che si ottiene una cosinusoide di periodo spaziale {\displaystyle \lambda } dipendente solo dalla posizione {\displaystyle x}. Se l'impulso si sta muovendo lungo l'asse delle ascisse, inducendo un'oscillazione sulle ordinate, ad un certo istante successivo a quello fissato il punto alla certa coordinata {\displaystyle x} avrà un'elevazione uguale a quella del punto {\displaystyle x_{0}} da cui l'impulso è partito {\displaystyle t} secondi prima. L'onda si propaga quindi (verso destra) con un profilo dato da:
{\displaystyle y=y_{\max }\,\cos \left[{\frac {2\pi }{\lambda }}(x-vt)\right]}
mentre si sarebbe dovuta considerare un'espressione in parentesi tonda del tipo {\displaystyle (x+vt)} se si fosse voluta descrivere la propagazione verso sinistra. Esprimendo {\displaystyle {\mathit {v={\frac {\lambda }{\tau }}}}} e sostituendo, si ha l'espressione:
{\displaystyle y=y_{\max }\,\cos \left[2\pi \left({\frac {x}{\lambda }}-{\frac {t}{\tau }}\right)\right]}
che considerando la relazione goniometrica {\displaystyle \cos(-\alpha )=\cos \left(\alpha \right)} è analoga a quella ottenuta in precedenza (perché si cambiano i segni dell'argomento).

Il parametro A (Ampiezza) provoca una dilatazione lungo l'asse y
Il parametro {\displaystyle \omega } (pulsazione) provoca una dilatazione lungo l'asse x
Il parametro {\displaystyle \phi } (fase) provoca una traslazione orizzontale
Il parametro k provoca una traslazione verticale